# Follow the Leader (canção de Eric B. & Rakim)
"Follow the Leader" é uma canção da dupla americana de hip hop Eric B. & Rakim. Foi escrita pelos membros do grupo Eric Barrier e  Rakim Allah e lançada como primeiro single do álbum Follow the Leader.

## Composição e letras
Em contraste ao seu álbum de estreia Paid in Full (1987), tanto Follow the Leader quanto sua faixa título viram a dupla atualizando seu som e partindo do minimalismo da estreia. "Follow the Leader" tem sido descrita como uma faixa "space-age", com uma "linha de baixo pulsante" e um "uso de samples  quase ambiente]]." Samples usados na canção incluem "Nautilus" do músico americano de jazz Bob James, "Listen to Me" do músico de funk Baby Huey e "I Wouldn't Change a Thing" do percussionista Coke Escovedo.

## Paradas
| Parada (1988)                                | Pico |
| -------------------------------------------- | ---- |
| Países Baixos (Single Top 100)               | 75   |
| Reino Unido (UK Singles Chart)               | 21   |
| Estados Unidos (Billboard Dance Club Songs)  | 11   |
| Estados Unidos (Billboard R&B/Hip-Hop Songs) | 16   |